# Santiago de Litém
Santiago de Litém era una freguesia portuguesa del municipio de Pombal, distrito de Leiría.

## Historia
En 1988 se descubrieron en Andrés, una de las aldeas de la freguesia, restos fosilizados de un Allosaurus fragilis, dinosaurio terópodo, que hasta entonces se creía exclusivo de América del Norte.
Fue suprimida el 28 de enero de 2013, en aplicación de una resolución de la Asamblea de la República portuguesa promulgada el 16 de enero de 2013 al unirse con las freguesias de Albergaria dos Doze y São Simão de Litém, formando la nueva freguesia de Santiago e São Simão de Litém e Albergaria dos Doze.